# 天主教奇尔潘辛戈-奇拉帕教区
天主教奇爾潘辛戈-奇拉帕教區（拉丁語：Dioecesis Chilpancingensis-Chilapensis），是墨西哥一個天主教教區，位於東南部格雷羅州。屬阿卡普爾科總教區。
1863年3月16日設立奇拉帕教區。1989年10月20日教座遷至州府奇爾潘辛戈。2006年有教友836,000人，佔總人口91.6%。有七十三個堂區、司鐸一百五十四人。現任教區主教為阿萊霍·扎瓦拉·卡斯特羅。